# Wierciszewo (województwo podlaskie)
Wierciszewo – wieś w Polsce położona w województwie podlaskim, w powiecie łomżyńskim, w gminie Wizna. Leży nad Biebrzą. Graniczy z Narodowym Parkiem Biebrzańskim.
Miejscowość jest typowo rolnicza. Na jej terenie, przy rzece, znajdują się domki letniskowe. Okolica miejscowości jest bogata w różnorodność biologiczną stanowisk, m.in. lasy iglaste i mieszane oraz olszyny, w których można spotkać łosia czy perkoza. Po drugiej stronie rzeki znajduje się Biebrzański Park Narodowy. Znajduje się tu także ciek wodny nazywany przez mieszkańców Wiercioch.

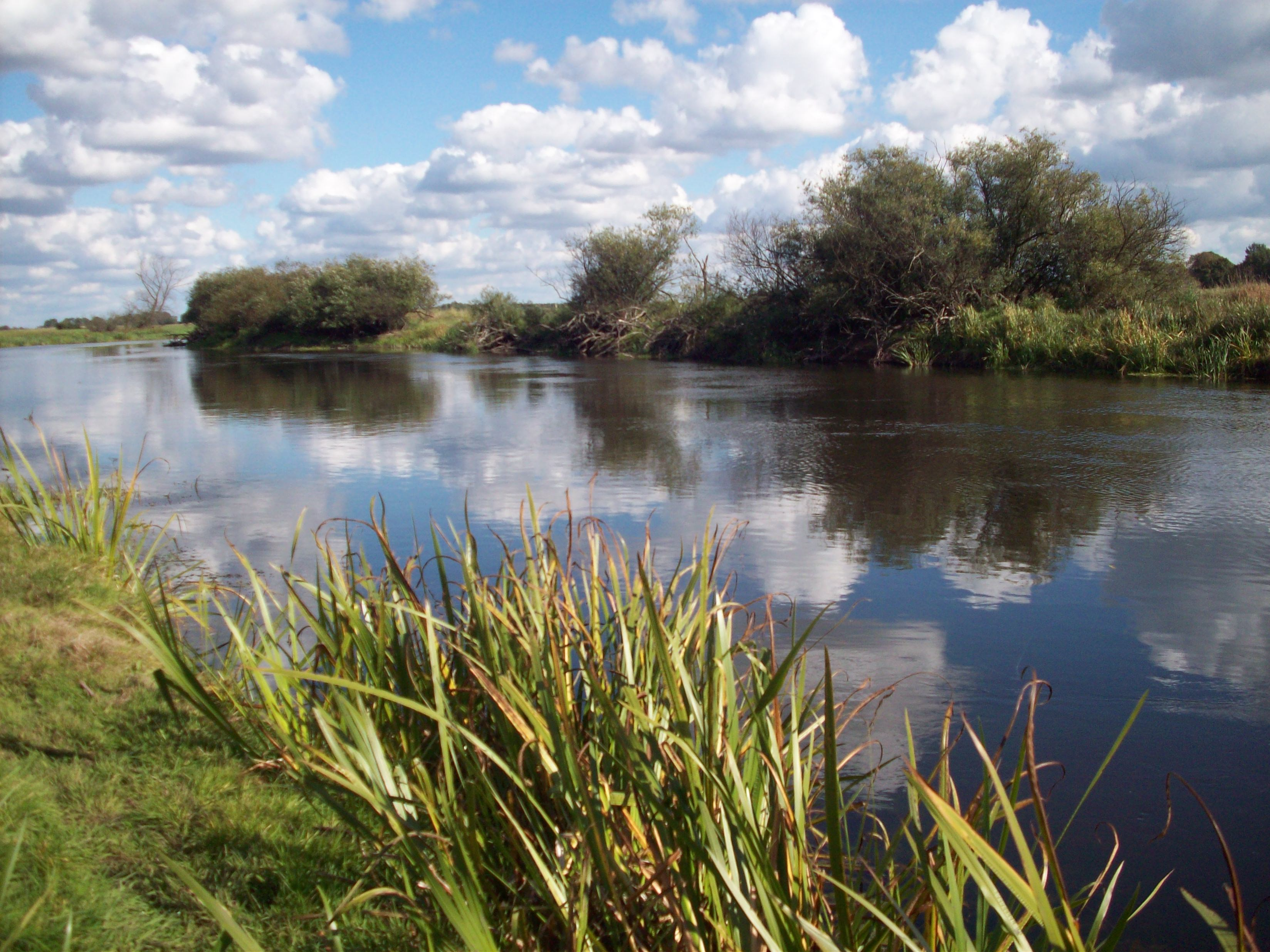
Biebrza w Wierciszewie
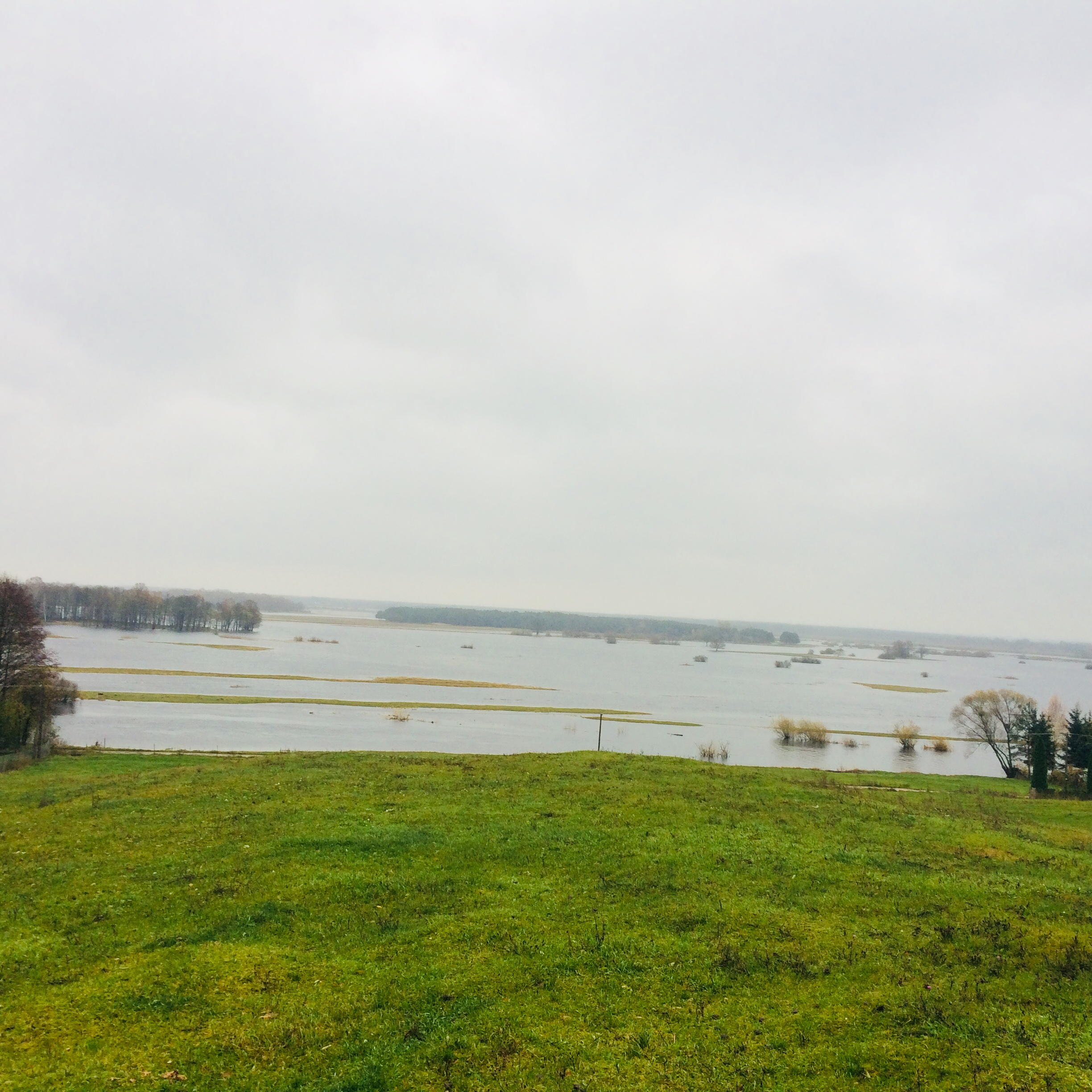
Wylew Biebrzy

Wierni kościoła rzymskokatolickiego należą do parafii św. Jana Chrzciciela w Wiznie.

## Toponimia
Znane są dwie możliwe wersje pochodzenia nazwy. Pierwsza z nich bierze się prawdopodobnie z wielu zakrętów rzeki Biebrzy w miejscu wioski. W innych źródłach można odnaleźć podobieństwo nazwy miejscowości do starosłowiańskich imion Warcisław lub Wiercisław. Wielu mieszkańców twierdzi, że nazwa ich miejscowości wzięła się od nazwiska Wierciszewski. 

## Historia
Przed 1444 r. osiedlił się we wsi szlacheckiej nad rzeką Biebrzą Marcin Mąka, który w tym roku sprzedał 5 włók w tej wsi Nadborowi z Brzostowa. Mąka musiał posiadać również inne tereny w Wierciszewie, skoro w 1447 r. wymieniony był jako właściciel dóbr w tej wsi przy rozgraniczeniach ziemi. W 1475 r. 5 włók nad Biebrzą będących dotychczas posiadaniu Pawła Konecki ze Szczepowatego Siedliska i Mikołaja Sambora z Samborów przeszły do Nadbora z Wierciszewa.
Wierciszewo zamieszkiwała drobna szlachta posiadająca własną ziemię, którą uprawiała. Od powstania miejscowości zamieszkiwali w niej potomkowie Nadbora z Brzostowa i Macieja Mąki. Przyjęli oni nazwisko Wierciszewscy. Jeszcze na początku XXI w. w miejscowości można było spotkać osoby o tym nazwisku. Ród Wierciszewskich rozproszył się po terenach przyległych. Nazwisko to jest spotykane np. wśród mieszkańców Łomży. Rodzina używa herbu Bielizna, który rozpowszechniony był na ziemi łęczyckiej, krakowskiej, sandomierskiej i sieradzkiej co wskazuje na pochodzenie szlachty właśnie z tamtych terenów.
Wieś królewska położona była w drugiej połowie XVI wieku w powiecie wiskim ziemi wiskiej województwa mazowieckiego.
Mieszkańcy czynnie brali udział w życiu kraju, o czym może świadczyć między innymi obecność ludzi zaangażowanych w pomoc przy powstaniu styczniowym takich jak Józef Wierciszewski, który był przewodnikiem po nieznanych dla powstańców okolicznych terenach. Został aresztowany 28.11.1863 r.
W latach 1921–1939 wieś leżała w województwie białostockim, w powiecie łomżyńskim, w gminie Bożejewo.
Według Powszechnego Spisu Ludności z 1921 roku wieś zamieszkiwały 193 osoby w 33 budynkach mieszkalnych. Miejscowość należała do parafii rzymskokatolickiej w Wiźnie. Podlegała pod Sąd Grodzki i Okręgowy w Łomży; właściwy urząd pocztowy mieścił się w Wiźnie.

W wyniku napaści ZSRR na Polskę we wrześniu 1939 miejscowość znalazła się pod okupacją sowiecką. Od czerwca 1941 roku pod okupacją niemiecką. Od 22 lipca 1941 r.  do wyzwolenia włączona w skład okręgu białostockiego III Rzeszy.

Herb Wierciszewskich

Położone przy rzece Wierciszewo było miejscem wielu walk podczas II wojny światowej między Niemcami a Rosjanami. Wielokrotnie bombardowane. Po wojnie z wielu domów pozostał tylko jeden. Mieszkańcy przez jakiś czas mieszkali w ziemiankach. Z czasem odbudowali miejscowość.